# Кранохори (дем Кавала)
Вижте пояснителната страница за други значения на Кранохори.
Кранохори или Къзли (на гръцки: Κρανοχώρι, катаревуса: Κρανοχώριον, Кранохорион, до 1926 година Κιζιλή, Кизили) е село в Гърция, в дем Кавала, област Източна Македония и Тракия.

## География
Селото е разположено на 520 m надморска височина, в планината Урвил северозападно от демовия център Кавала.

## История

### В Османската империя
В началото на XX век Къзли е изцяло турско селище в Кавалска кааза на Османската империя. Съгласно статистиката на Васил Кънчов („Македония. Етнография и статистика“) към 1900 година Къзели е изцяло турско селище с 400 жители.

### В Гърция
След Междусъюзническата война в 1913 година селото попада в Гърция. В 1923 година жителите на Къзли са изселени в Турция. В 1926 година името на селото е сменено на Кранохори. Според статистиката от 1928 година селото е изцяло бежанско с 55 семейства и 203 жители общо. Българска статистика от 1941 година показва 179 жители.
Селото се разпада в Гражданската война (1946 – 1949), а след края ѝ само част от населението се връща.
Основното производство на населението е тютюн.
| Година    | 1913 | 1920 | 1928 | 1940 | 1951 | 1961 | 1971 | 1981 | 1991 | 2001 | 2011 | 2021 |
| --------- | ---- | ---- | ---- | ---- | ---- | ---- | ---- | ---- | ---- | ---- | ---- | ---- |
| Население | 530  | 311  | 133  | 149  | 89   | 82   | 22   | 8    | 29   | 15   | 7    | 4    |